# Queilà
Queilà (de vegades Keilah, que vol dir ‘ciutadella’) va ser una ciutat de la Xefela que, quan els israelites van arribar a Palestina, Josuè va atribuir a la tribu de Judà.
David va rebre la notícia de què els filisteus assetjaven Queilà i saquejaven el seu entorn. Va atacar amb els seus homes els filisteus, els va infringir una gran derrota i els va prendre el bestiar. Va ocupar la ciutat. El rei Saül, envejós de les victòries de David, va pensar que s'havia ficat en una trampa al resguardar-se dins d'una ciutat emmurallada i va organitzar les seves tropes per atacar-lo. David ho va saber, i temerós de què els prohoms de Queilà l'entreguessin a Saül, va abandonar la ciutat amb els seus homes. Saul va conèixer la seva fugida i va desistir de la seva expedició.